# Francisco Vidal Serrulla
Francisco Vidal Serrulla (Castellón de la Plana, 2 de julio de 1923-ibídem, 16 de diciembre de 1996) fue un pintor, acuarelista castellonense de la segunda mitad del siglo XX.

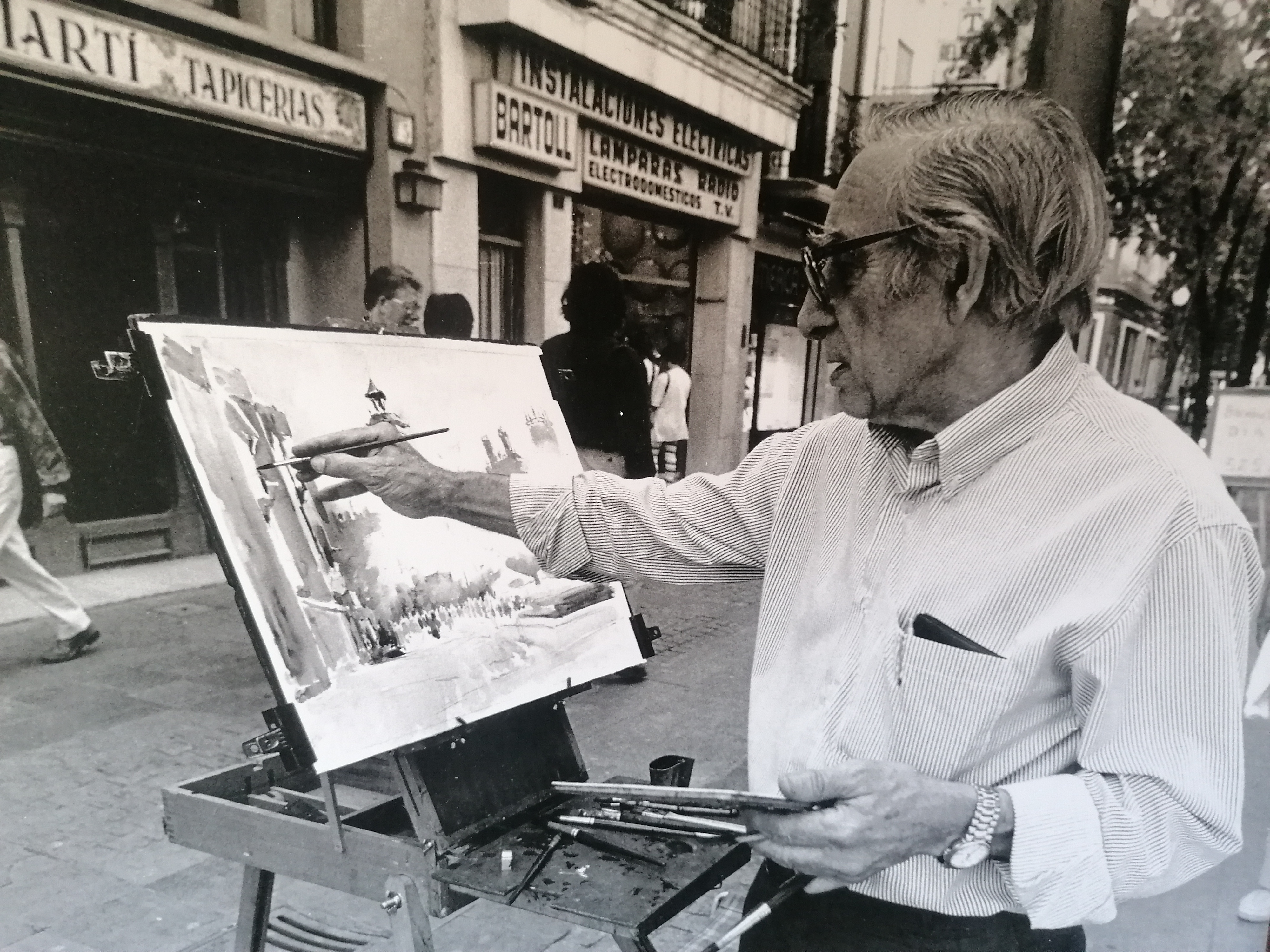
Francisco Vidal Serrulla, fotografía realizada por José Antonio Arias (Keko)

## Biografía

### Primeros años
Vidal Serrulla nació en Castellón de la Plana el 2 de julio de 1923, en una casa situada en la actual Avenida del Mar entonces calle de D. Fausto Vallés, en las inmediaciones de la acequia mayor y de la tapia del asilo. Su padre Paco Vidal era un pintor decorador bien considerado en su oficio y aficionado también, aunque ocasionalmente, a pintar. Su madre Trinidad se dedicaba a las labores domésticas. Tuvo una hermana, menor que él, Trinidad.
En sus primeros años de vida estudió en el colegio Obispo Climent y posteriormente en las Escuelas Pías. La guerra civil lo sorprendió en  plena etapa formativa, y supuso la imposibilidad de seguir con estudios superiores. Acabada ésta tuvo que incorporarse a trabajar con su padre en el taller de pintura, pero ello no implicó el abandono de su inquietud artística y cultural.
Por las tardes, al acabar el trabajo, estudiaba delineación en la Escuela de Artes y Oficios, y también por estos años fue discípulo de Tomás Colón y del acuarelista Pedro Villarroig. También le influyó la amistad de su padre con el Pintor Porcar, con quien llegó a tener una gran amistad.
Desde 1941 empezó a exponer, primero en las muestras de Educación y Descanso, logrando, ese año ya, la primera medalla provincial, con un bodegón. La evolución de su interés y dedicación por el arte le llevaron a ser responsable del grupo artístico de Educación y Descanso y a la organización de exposiciones. Es en esa época cuando reside en Madrid durante una temporada asistiendo allí a clases del Círculo de Bellas Artes y relacionándose con Vázquez Díaz y con Adsuara. También visitó esporádicamente Barcelona, donde realizó una exposición de pintura abstracta en el Círculo Catalán y tuvo contacto con pintores como Muñoz y Leonardo Bellés. Sin embargo, su incorporación a filas truncó esta incipiente etapa formativa. Destinado en Gerona, su habilidad para el dibujo técnico le hizo colaborar en el cuerpo de ingenieros en la realización de construcciones militares.

#### Madurez artística y reconocimiento
En 1952 se casó con Genoveva Nebot, matrimonio del que nacieron tres hijos Carmen, Amparo y Javier. La década de los 50 supuso el compatibilizar su tarea de pintor decorador con la cada vez más creciente vocación artística. Fue en esta década cuando viajó a París para conocer de primera mano las novedades en pintura.
A principios de los sesenta abandonó definitivamente su trabajo de pintor decorador y se centró desde entonces en la pintura artística. En 1960, en las recién creadas Galerías Bernad, consiguió el premio de acuarela y ese mismo año expuso también en Madrid. En 1961 expuso en Barcelona, Valencia, Salamanca, Zaragoza, y en la Coruña. En 1962 le premiaron en la bienal de Zaragoza y en el Salón de Otoño de Palma de Mallorca obtuvo la medalla de oro. En 1963 organiza el I Salón Nacional de pintura contemporánea de Castellón. Su obra también recibió atención fuera de España y expuso 40 de sus obras en Copenhague. En 1965 consigue el premio de la Diputación en la Exposición Nacional de Segorbe.
En los años sesenta participó con otros intelectuales de Castellón en una renovación cultural en la provincia. Un ejemplo de esta labor fue la refundación del Ateneo de Castellón desde 1963, del qyue fue secretario, junto al entonces presidente, el pintor Luis Prades. Al mismo tiempo se dedicó a la docencia y la investigación impartiendo conferencias e impulsando las primeras exposiciones antológicas de la época.
En los años setenta continuó pintando, exponiendo e impartiendo clases de dibujo y pintura en su estudio y en el Colegio de los Escolapios. En 1974 se publican dos libros sobre su vida y obra. En 1984 coordina como secretario la I Mostra de Pintura Castellonenca.
Durante los años 80 y hasta su muerte en 1996, alcanzó su madurez artística. Su obra aparecía en muchas instituciones y colecciones privadas de España y del extranjero y al final de su carrera  había realizado casi 100 exposiciones. Como artista, se lo reconoce por su dominio de la técnica, tanto de la acuarela como del óleo. El año 2011 la exposición  realizada en el Museu de Belles Arts de Castellón denominada «Vidal Serrulla: la mística del color», cuyo comisario fue Antonio Gascó, mostró de forma extensa la magnitud de su obra.
Cabe destacar su gran dedicación a su ciudad, Castellón, de la que plamó numerosos parajes en su obra, además de fomentar la cultura local desde el Ateneo o las fiestas de la Magdalena, colaborando como diseñador del escenario de la Pérgola, como jurado en concursos de Gayatas o en la comisión por el título de Basílica para Lledó. Además de su colaboración con entidades benéficas, dando clase en las aulas de la tercera edad.
Falleció junto a su familia el 16 de diciembre de 1996 a causa de un cáncer de colon.